# Theodorik ravennai palotája
Ravennában, a Sant’Apollinare Nuovo-bazilika déli szomszédságában található építészeti romokat sokáig Theodorik gót király palotájának a talajba süppedő romjaként feltételezték. A jelenlegi kutatások szerint nem az, hanem ennek a helyén állhatott a gót királyi palota, melyre a helyszínen levő, megtalált mozaikpadló-részek is utalnak. A palota hajdani kincseinek nagy részét még Nagy Károly hordatta Aachenbe. (Bár a palotakomplexumból tárgyi emlékek nem maradtak Ravennában, a város múzeuma e korszakról számos más emlékkel rendelkezik.)